# Polacca in La bemolle maggiore
La Polacca in La bemolle maggiore, op. 53, detta Eroica, è una composizione per pianoforte scritta da Fryderyk Chopin nell'autunno del 1842. Senza dubbio è la più nota e la più eseguita fra le Polacche del compositore ed è presente nel repertorio di molti pianisti. "È una delle più potenti, eroiche, epiche composizioni di Chopin".
Questo brano è molto impegnativo da un punto di vista esecutivo, richiede infatti grandi capacità pianistiche e notevole virtuosismo per essere interpretato con un alto grado di competenza.

## Storia
Nell'agosto del 1842 Chopin, addolorato per la morte dell'amico Matuszyński, si lasciò convincere da George Sand a lasciare Parigi per la residenza di Nohant dove lo raggiunse il pittore Eugène Delacroix, l'artista con cui egli sentiva una notevole affinità. Il musicista, confortato dall'amico e dall'arrivo dei coniugi Viardot che gli erano molto vicini e avevano collaborato ai suoi ultimi concerti, ritrovò l'ispirazione e riprese a comporre. Iniziò a settembre a scrivere una nuova Polacca, in La bemolle maggiore; il lavoro lo prese ben presto in un modo tale da renderlo inquieto e febbrile, tanto che la Sand si spostò, per dormire, su un letto di fortuna in uno studio vicino, per non disturbarlo. Si racconta persino che mentre componeva, preso dall'esaltazione, Chopin vedesse apparire nella sua stanza un corteo di nobili, principi ed eroi. In effetti è probabile che scrivendo questo brano il musicista sentisse l'influenza del ricordo di qualche episodio glorioso della storia polacca, cosa plausibile anche per la vicinanza di espressione con la Polacca op. 40 n. 1, dagli aspetti di marcia militare eroica e trionfale Il termine Eroica, così come Militare per l'op. 40 n.1, non sono stati apposti da Chopin, ma attribuiti alle composizioni in epoca successiva.
L'amore del compositore per la Polonia e il profondo dolore provato quando nel 1830 fallì l'insurrezione e cadde Varsavia gli provocarono momenti di disperazione e rabbia, sentimenti che egli portò a lungo con sé e che riaffioreranno nelle sue opere dopo lunghe meditazioni. La polacca e ancor più la mazurca erano danze così legate alla sua terra che lo accompagnarono per l'arco di tutta la sua esistenza.
La Polacca in La bemolle maggiore op. 53, scritta in poco tempo, venne pubblicata l'anno seguente con dedica a Auguste Léo, banchiere francese e buon amico di Chopin. È la penultima composizione di questo tipo scritta dal musicista, sarà seguita quattro anni dopo da un'altra Polacca in La bemolle maggiore, l'op. 61.

## Struttura e analisi

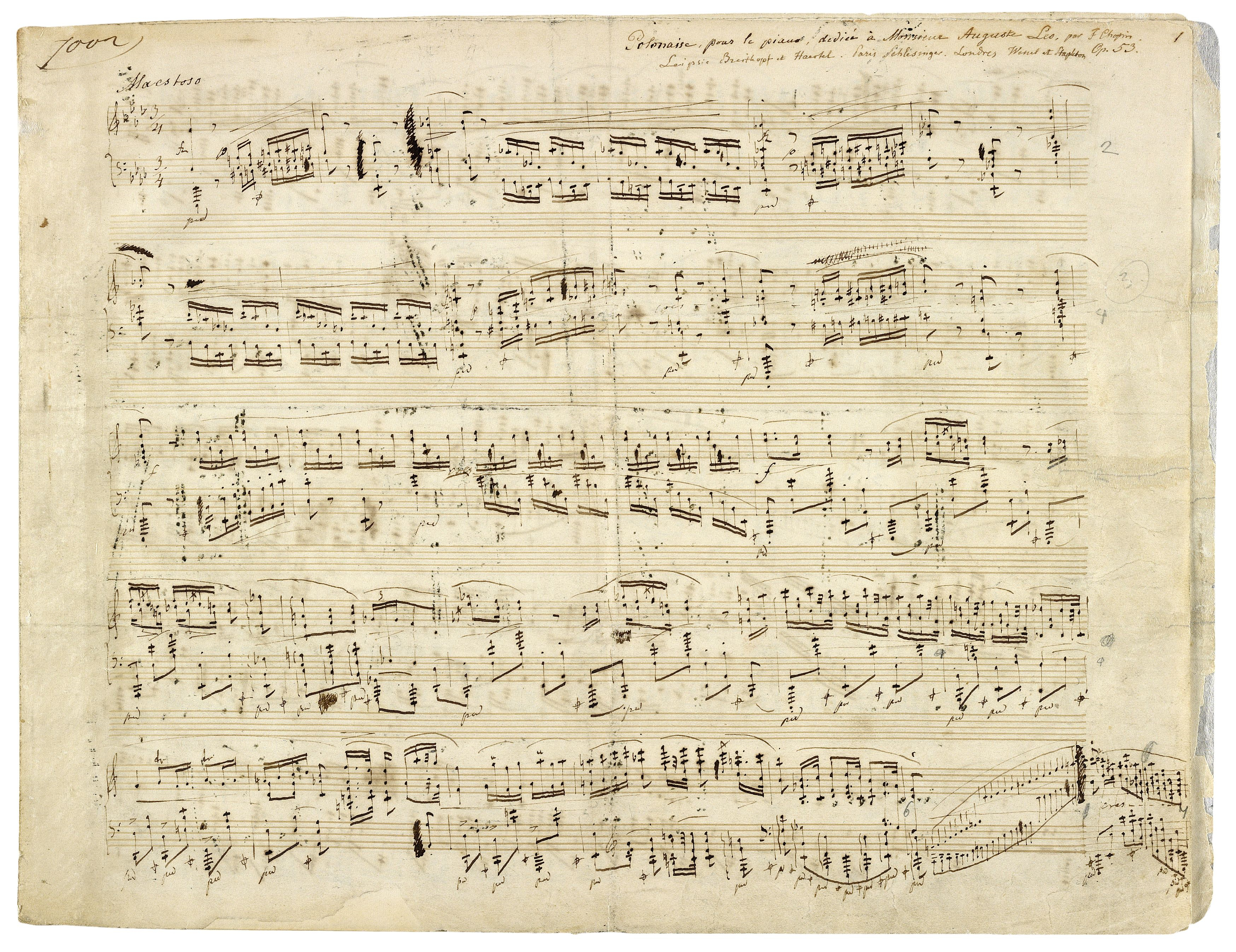
Pagina iniziale autografa della Polacca op. 53

Il brano è scritto in 3/4, ma include alcune eccezioni dal tempo indicato. L'indicazione iniziale è Maestoso. Il modulo può essere visto come intermedio tra ternario (A-B-A) e rondò (A-B-A-C-A), poiché il primo interludio è molto più corto del secondo (16 battute contro 74). Il tema principale è preceduto da un'introduzione di circa trenta secondi di lunghezza.
Il pezzo presenta una grande introduzione di sedici battute, atematica, con crome in rapida ascesa in entrambe le mani, che creano l'atmosfera del brano e introducono l'aspetto eroico della composizione di Chopin.
Il primo tema è incisivo e marziale nella chiave di La bemolle maggiore. È la parte più famosa del brano e la mano sinistra si muove in ottave martellanti. Il tema si ripete in un'ottava con brevi trilli che colmano alcune lacune uditive del tema. Il primo interludio presenta una serie di progressioni di accordi che portano a una nuova apparizione della melodia in un fortissimo con una sonorità spiegata con il ritmo marcato nell'accompagnamento della mano sinistra. Il tema principale si ripete quindi ancora una volta.
La seconda parte è fondamentalmente una Marcia. Il celebre Trio è costruito in modo assai semplice; dopo una breve introduzione presenta due momenti di otto battute e quindi la ripetizione. Si apre con sei accordi di arpeggio forte prima di passare a un ostinato bassissimo di quattro ottave in semicrome discendenti, inizialmente nella tonalità di Mi maggiore per poi seguire a quella di La bemolle maggiore. Su questa base domina una melodia di ispirazione marziale che ha quasi l'aspetto di un Corale e che segue le ottave discendenti, ripetendosi due volte. Quindi si ripropone un lungo interludio con progressioni armoniche di accordi e frequenti modulazioni che lega il Trio a un momento atematico che precede la ripresa. L'interludio termina in un passaggio discendente prima che il tema principale venga riprodotto. Il tema viene riproposto in modo più forte e drammatico e termina in una coda comprendente melodie derivate dal tema principale. 

### Aspetti tecnici
La polacca presenta molti aspetti tecnici di notevole difficoltà, tra cui:
- Intervalli di Quarta giusta in rapida ascesa
- Ridimensionamento di ottava rapido e difficoltoso
- Mordenti con le dita più deboli
- Scale rapide
- Arpeggi veloci
- Accordi incompleti
- Accordi con ampia distensione
- Uso di una grande sezione della tastiera del pianoforte

## Notorietà e interpretazioni
La Polacca op. 53 è una di quelle composizioni che hanno o meglio "soffrono" di una notorietà eccessiva al punto di essere più e più volte utilizzata e banalizzata in molte, troppe occasioni dalla musica leggera, al cinema, alla pubblicità.
Anche nell'ambito delle esecuzioni classiche il brano è il più "bistrattato" fra le composizioni di Chopin. Basterebbe pensare che l'indicazione dell'autore sulla partitura è Maestoso, come del resto si conviene a una composizione come la Polonaise. Quasi tutti i pianisti, invece, eseguono il pezzo come Allegro, errore di base già rimarcato dallo stesso Chopin quando, sentendolo eseguire, più volte aveva lamentato che il brano fosse suonato "velocemente". Il Trio in particolar modo è spesso eseguito con un tono enfatico nelle note basse e a una velocità che non ha nulla a che vedere con il Maestoso; il Trio per di più non prevede nessuna variazione di tempo e viene accelerato da molti pianisti solo per fare sfoggio di virtuosismo. Un allievo del compositore, Adolphe Gutmann, ha ricordato come il maestro suonasse la Polacca delicatamente e non trionfalmente, nel Trio iniziava piano le ottave e non aumentava la sonorità di molto.